# 剛果河熱帶錫鯰
剛果河熱帶錫鯰，為輻鰭魚綱鯰形目北非鯰科熱帶錫鯰屬的其中一種，分布於非洲剛果河流域，體長可達5.8公分，棲息在底層水域，屬肉食性，生活習性不明。

## 擴展閱讀
維基物種上的相關：剛果河熱帶錫鯰